# Takashima (Shiga)
Takashima (jap. 高島市, -shi) ist eine Stadt in der Präfektur Shiga in Japan.
Die große japanische Kaufhauskette Takashimaya wurde nach der Stadt benannt.

## Geschichte

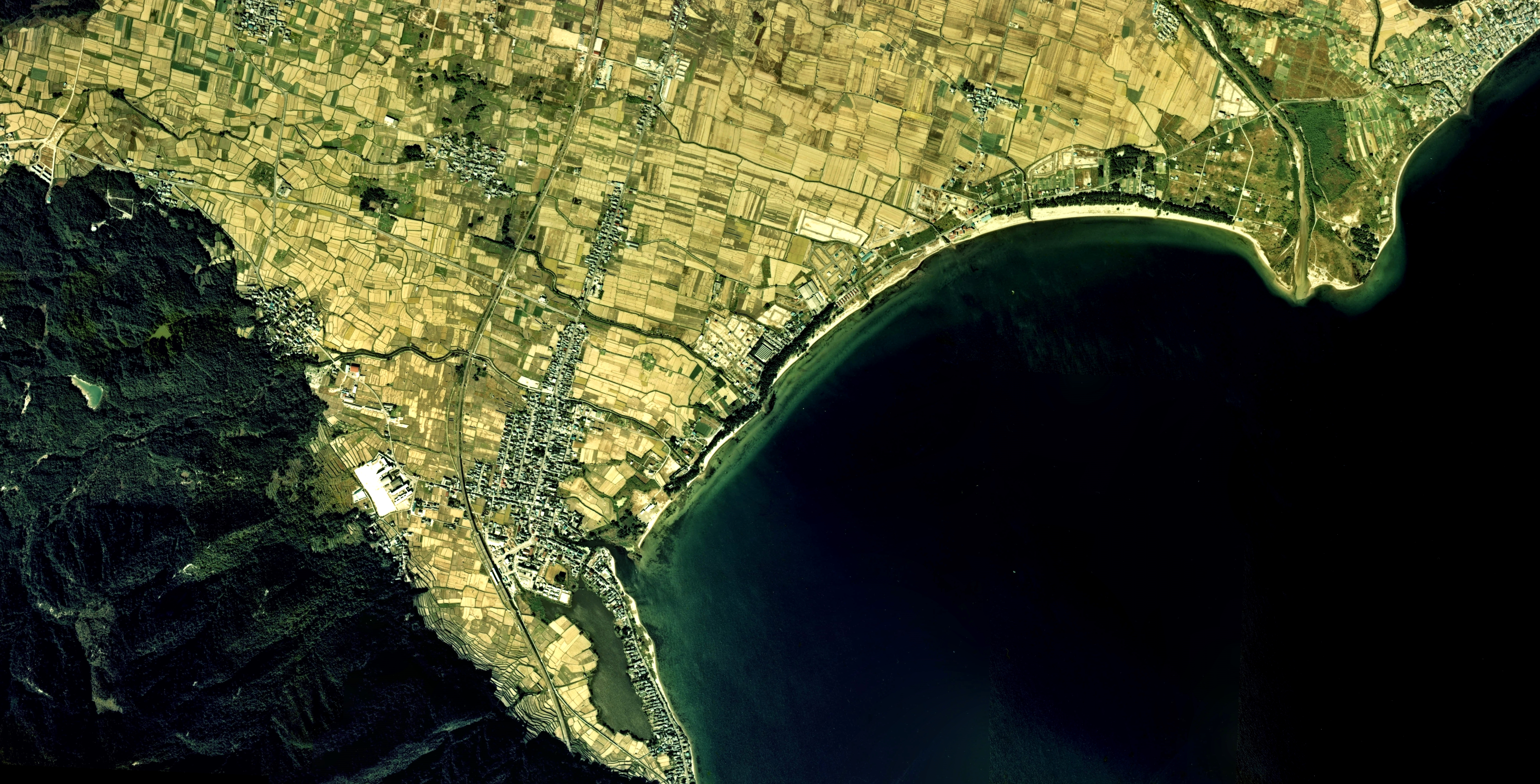
Luftaufnahme der Gegend um den ehemaligen Katsuno-Bezirk der Stadt Takashima. Zusammenstellung von vier Fotos aus dem Jahr 1975.

Die Chō Takashima (高島町, -chō) entstand am 29. April 1943 aus dem Zusammenschluss der Chō Ōmizo (大溝町, -chō) und den Mura Mizuo (水尾村, -mura) und Takashima (高島村, -mura) im Takashima-gun. Am 30. April 1943 wurden Teile der Chō Shiga (志賀町, -chō) im Shiga-gun in Takashima eingemeindet.
Die Ernennung zur Shi erfolgte am 1. Januar 2005 aus dem Zusammenschluss der Chō Takashima mit Adogawa (安曇川町, -chō), Imazu (今津町, -chō), Makino (マキノ町, -chō), Shinasahi (新旭町, -chō) und dem Mura Kutsuki (朽木村, -mura) im Takashima-gun. Der Gun wurde daraufhin aufgelöst.

## Verkehr
- Straße:
  - Nationalstraße 161, nach Ōtsu oder Tsuruga
  - Nationalstraße 303, nach Gifu oder Wakasa
  - Nationalstraße 367, nach Kyōto oder Wakasa
- Zug:
  - JR Kosei-Linie, nach Kyōto oder Nishiazai

## Städtepartnerschaften

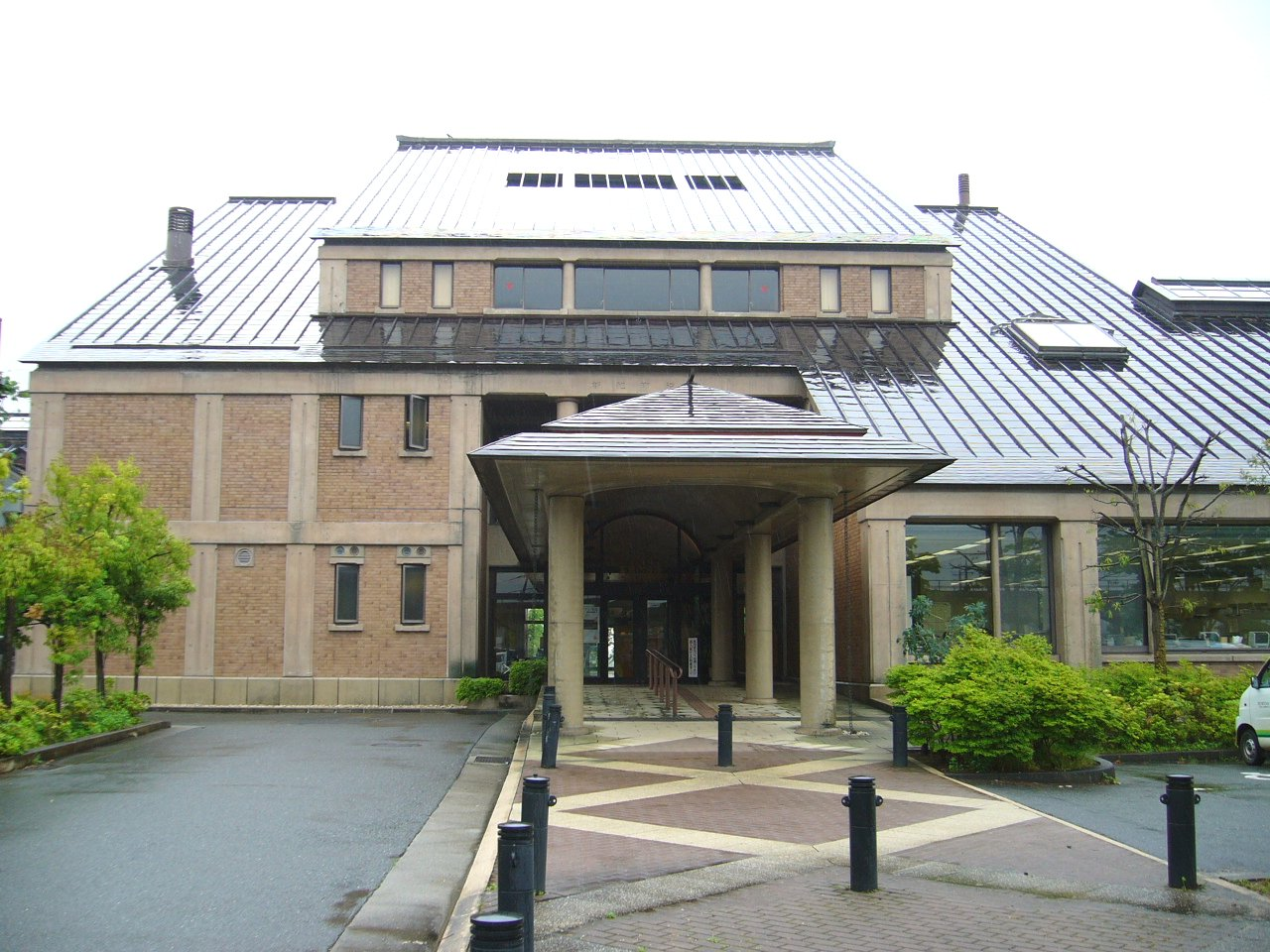
Rathaus

- Petoskey (Michigan) USA

## Persönlichkeiten
- Kō Ochiai (* 2006), Mittelstreckenläufer

## Angrenzende Städte und Gemeinden
- Ōtsu
- Kyōto
- Nantan
- Obama
- Tsuruga
- Wakasa
- Mihama